# Аль Ліс
Аль Ліс (араб. الليث) — місто в пустелі Тігама в Саудівській Аравії в провінції Мекка. Знаходиться на узбережжі Червоного моря. 

## Географія
Аль Ліс розташований на відстані 180 км від священного для мусульман міста Мекка та за 190 км від Джидди. По ньому проходить міжнародна прибережна дорога Джидда - Джизан.

## Клімат
Клімат у Аль Лісі аридний, згідно з класифікацією кліматів Кеппена.
| Клімат                               | Клімат | Клімат | Клімат | Клімат | Клімат | Клімат | Клімат | Клімат | Клімат | Клімат | Клімат | Клімат | Клімат |
| Показник                             | Січ.   | Лют.   | Бер.   | Квіт.  | Трав.  | Черв.  | Лип.   | Серп.  | Вер.   | Жовт.  | Лист.  | Груд.  | Рік    |
| Середній максимум, °C                | 30,7   | 31,6   | 34,2   | 35,0   | 39,3   | 41,3   | 41,9   | 41,2   | 39,8   | 37,1   | 34,0   | 32,1   | 36,5   |
| Середній мінімум, °C                 | 20,0   | 20,3   | 22,3   | 24,2   | 27,0   | 28,6   | 30,2   | 30,3   | 28,3   | 25,5   | 23,3   | 20,9   | 25,1   |
| Норма опадів, мм                     | 20     | 6      | 7      | 11     | 8      | 2      | 2      | 4      | 3      | 8      | 20     | 21     | 111    |
| ------------------------------------ | ------ | ------ | ------ | ------ | ------ | ------ | ------ | ------ | ------ | ------ | ------ | ------ | ------ |
| Джерело: Кліматичні дані для Аль Ліс |        |        |        |        |        |        |        |        |        |        |        |        |        |

## Історія
Аль Ліс дістав свою назву від долини Ліс, що знаходиться на сході.  
Зараз Аль Ліс - це один з головних портів Саудівської Аравії на Червоному морі. Для туристів Аль Ліс - це одне з головних місць для дайвінгу.  